# 라몬 라미레스 (1982년)
라몬 A. 라미레스(Ramón A. Ramírez, 1982년 9월 16일 ~ )는 전 KBO 리그 두산 베어스의 야구 선수인데 본인(라미레스)에 앞서 또다른 좌완투수 오달리스 페레스를 영입할 예정이었으나   입단 테스트를 씹고 연락을 끊어 버리는 바람에 늦게 합류했다.
그 결과 시범경기에서 2경기 2패 ERA 23.63으로 무너졌고   이로 인해 선발 경쟁에서 밀리며 2군으로 내려갔고 시즌이 개막한 후 2군에서도 컨디션을 회복하지 못하여 1군에서 단 한 경기도 출전하지 못한 채 4월 퇴출됐으며 두산은 본인(라미레스)의 대체 선수로 요코하마 출신의 좌완 브렌트 리치를 영입할 예정이었지만   '제한 선수'로 묶여 불발됐다.
게다가,  두산은 쓸만한 좌완투수 보강을 위해   2010년 야심차게 영입했지만  2년 연속 2선발승에 그친 이현승이  2011년 시즌 후 상무에 입대한 데다 2011년 일본에서 돌아온 이혜천이 같은 해  7월 수비 연습 도중 펑고 타구에 맞아 왼 손등 골절상을 당하여 시즌을 일찍 마감한 충격 탓인지 부진의 늪에서 벗어나지 못해  쓸만한 좌완투수 갈증에 시달려 2011년 정규시즌 5위에 그친 데다 2012년 3위로 진출한 준플레이오프에서 4위 롯데에게 1승 3패로 져 탈락했다.